# Cherry Drummond
Jean Cherry Drummond de Megginch, 16e baronne Strange (Londres, 17 décembre 1928 - Megginch Castle, 11 mars 2005) est une pair héréditaire crossbencher à la Chambre des lords. Elle a également écrit des romans romantiques et des ouvrages historiques.

## Vie privée
Elle fait ses études au pensionnat d'Oxenfoord Castle près d'Édimbourg, à l'université de St Andrews (où elle étudie l'anglais et l'histoire) et à l'université de Cambridge,,. Elle épouse Humphrey Evans, MC, un capitaine dans l'artillerie de montagne, en 1952. Ils prennent tous deux le nom de famille Drummond de Megginch lorsqu'ils s'installent au château de Megginch. Le couple a trois fils et trois filles :
- Adam Humphrey Drummond, 17e baron Strange (né en 1953) ;
- Charlotte Cherry Drummond (née en 1955) ;
- Humphrey John Jardine Drummond (né en 1961) ;
- Amelie Margaret Mary Drummond (née en 1963), mariée en 1990 avec Philippe de MacMahon, 4e duc de Magenta ;
- John Humphrey Hugo Drummond (né en 1966) ;
- Catherine Star Violetta Drummond (née en 1967).

En avril 2006, il est apparu que Lady Strange a changé son testament sur son lit de mort, laissant toute sa succession à sa plus jeune fille Catherine, privant ses cinq autres enfants.
L'actrice Geraldine Somerville est sa nièce.

## Titre
Bien que la maison familiale soit le château de Megginch du XVIIe siècle dans le Perthshire, en Écosse, le titre de famille, baron Strange, appartient à la pairie anglaise. Son père, John Drummond (en), a passé de nombreuses années à tenter de mettre fin à une suspension survenue à la mort du duc d'Atholl en 1957 et est confirmé dans le titre en 1965. Le titre est de nouveau mis en suspens à sa mort en 1982, mais il est attribué à Cherry en 1986, et elle prononce son premier discours le 4 mars 1987. À la mort de la baronne, le titre passe à son fils aîné, Adam.

## Politique et vie publique
Elle a des opinions conservatrices traditionnelles, mais quitte le Parti conservateur en décembre 1998 lorsque William Hague renvoie Lord Cranborne pour avoir négocié avec Tony Blair sur la réforme de la Chambre des lords. À la suite de réformes qui réduisent le nombre de pairs héréditaires habilités à siéger à la Chambre des lords, son Manifeste de 1999 pour être élue pour occuper l'un des sièges restants (limité à 75 mots) est : « J'apporte des fleurs chaque semaine à cette Assemblée de mon château dans le Perthshire. » Elle est élue comme crossbencher.
Elle est présidente de l'Association des veuves de guerre de Grande-Bretagne à partir de 1990 .

## Œuvres
Strange écrit plusieurs romans sentimentaux sous le nom de plume Cherry Evans, dont Love From Belinda (1960), Lalage in Love (1962), Creatures Great and Small (1968) et Love Is For Ever (1988). En tant que Cherry Drummond, elle a également écrit The Remarkable Life of Victoria Drummond - Marine Engineer, une biographie d'une tante intrépide, Victoria Drummond (en), une filleule de la reine Victoria qui est ingénieur pendant 40 ans à partir de 1922, notamment avec le Blue Funnel Ligne.